# Олеорезин капсикум
Олеорезин капсикум, OC (от олеорезин капсикум) — вытяжка жгучего перца, состоящая из смол и суммы капсаициноидов. OC широко используется в качестве ирританта, для снаряжения спецсредств и гражданского газового оружия.

## Использование
ОС используется армией, полицией, внутренними войсками, а также в гражданском оружии для личной самообороны, для защиты от собак и медведей. ОС может применяться в газовых гранатах, патронах, аэрозольных устройствах, а также в водомётах для подавления массовых беспорядков. Эвакуируется, как правило, в виде смесей в форме аэрозоля, струи, пены, геля или крупнокапельно.

## Состав
Действующими веществами в ОС является сумма капсаициноидов, представленная большей частью капсаицином и дигидрокапсаицином.
Жгучесть различных партий ОС может значительно отличаться, поэтому для её определения используют высокоэффективную жидкостную хроматографию а также метод определения жгучести по шкале Сковилла.

## Физиологическая реакция
При попадании на кожу вызывает сильное жжение, при попадании в глаза и верхние дыхательные пути — вызывает сильную боль, блефароспазм, слезотечение, а также кашель. Вещество не вызывает ожогов, однако может вызвать кратковременный конъюнктивит в зависимости от дозы (см. ниже).

## Дегазация
Oleoresin Сapsicum не растворяется в воде, и даже большие объёмы воды не помогут его полностью смыть. При попадании состава в глаза, рекомендуется активно моргать в целях выделения слезы, чтобы вымыть ирритант из глаз.

Исследование пяти часто рекомендуемых процедур для снятия боли (маалокс, 2 % лидокаин, детский шампунь, молоко или вода) привело к выводу, что:
«… Не было никакого существенного различия в боли, в зависимости от предоставляемых пяти различных схем лечения. Время после воздействия оказалось лучшим предсказателем для снижения боли …»
Чтобы избежать трения пораженных участков кожи и слизистых (тем самым усиливая болевые ощущения) и не переносить ирритант на другие участки тела, рекомендуется не прикасаться к пораженным участкам. Для экспресс-обеззараживания поверхности тела применяются специальные салфетки. Многие службы скорой помощи и отделения неотложной помощи в США используют детский шампунь, чтобы удалить спрей. Часть OC (и других ирритантов) будет оставаться в респираторной системе, но восстановление зрения и координации глаз можно ожидать в этом случае в течение от 7 до 15 минут.